# Jetřichov
Jetřichov település Csehországban, Náchodi járásban. Jetřichov Hynčice, Teplice nad Metují, Vernéřovice, Křinice, Hejtmánkovice, Police nad Metují és Meziměstí településekkel határos. Lakosainak száma 443 fő (2024. január 1.).

## Népesség
A település lakosságának változását az alábbi diagram mutatja:
| Lakosok száma | 1165 | 1310 | 1300 | 725  | 497  | 472  | 459  | 461  | 449  | 443  |
|               | 1869 | 1890 | 1921 | 1950 | 1980 | 2001 | 2017 | 2019 | 2022 | 2024 |